# ألعاب بارابان الأمريكية
ألعاب بارابان الأمريكية هي حدث دولي متعدد الرياضات للرياضيين ذوي الإعاقة الجسدية يقام كل أربع سنوات عقب دورة الألعاب الأمريكية. أقيمت أولى دورة لهذه الألعاب في 1999 في مدينة مكسيكو بالمكسيك. كانت دورة ألعاب بارابان الأمريكية 2003 هي آخر دورة لألعاب بارابان الأمريكية لا تُقام في نفس المدينة المضيفة لدورة الألعاب الأمريكية. أقيمت آخر دورة لألعاب بارابان الأمريكية بين 17 و26 نوفمبر 2023 في سانتياغو بتشيلي. والألعاب تنظمها اللجنة البارالمبية الأمريكية.

## دورة الألعاب
| الدورة  | السنة | الدولة المضيفة (كما هو معترف بها من قبل اللجنة البارالمبية الدولية) | المدينة المضيفة | افتتحها                    | المواعيد                 | الدول المشاركة | المتنافسون | الرياضات | المسابقات | أفضل دولة |
| ------- | ----- | ------------------------------------------------------------------- | --------------- | -------------------------- | ------------------------ | -------------- | ---------- | -------- | --------- | --------- |
| الأولى  | 1999  | المكسيك                                                             | مدينة مكسيكو    |                            | 4–11 نوفمبر 1999         | 18             | 1,000      | 4        | 378       | المكسيك   |
| الثانية | 2003  | الأرجنتين                                                           | مار دل بلاتا    |                            | 3–10 December 2003       | 28             | 1,500      | 9        | 303       | المكسيك   |
| الثالثة | 2007  | البرازيل                                                            | ريو دي جانيرو   | الحاكم سيرجيو كابرال فيلهو | 12–19 أغسطس 2007         | 25             | 1,115      | 10       | 257       | البرازيل  |
| الرابعة | 2011  | المكسيك                                                             | غوادالاخارا     | الوزير برناردو دي لا غارزا | 12–20 نوفمبر 2011        | 24             | 1,355      | 13       | 276       | البرازيل  |
| الخامسة | 2015  | كندا                                                                | تورونتو         | الحاكم العام ديفيد جونستون | 7–15 أغسطس 2015          | 28             | 1,615      | 15       | 317       | البرازيل  |
| السادسة | 2019  | بيرو                                                                | ليما            | الرئيس مارتن فيزكارا       | 23 أغسطس – 1 سبتمبر 2019 | 30             | 1,890      | 17       | 370       | البرازيل  |
| السابعة | 2023  | تشيلي                                                               | سانتياغو        | الرئيس غابرييل بوريك       | 17–26 نوفمبر 2023        | 31             | 1,934      | 17       | 380       | البرازيل  |
| الثامنة | 2027  | بيرو                                                                | ليما            |                            | 8-17 أكتوبر 2027         |                |            | 17       |           |           |